# Megachile paraxanthura
Megachile paraxanthura är en biart som beskrevs av Cockerell 1914. Megachile paraxanthura ingår i släktet tapetserarbin, och familjen buksamlarbin. Inga underarter finns listade i Catalogue of Life.